# Norway, Wisconsin
Norway là một thị trấn thuộc quận Racine, tiểu bang Wisconsin, Hoa Kỳ. Năm 2010, dân số của thị trấn này là 7.705 người.